# Watermark
Watermark je album zpěvačky, skladatelky a klávesistky Enyi. V říjnu 1988 ho vydala v podstatě jako debutové album, a ačkoliv původně nebyly plánovány žádné singly, byla to právě píseň Orinoco Flow z tohoto alba, kterou se Enya zapsala do povědomí posluchačů. Singl se zcela neočekávaně vyšvihl na přední příčky hitparád, nezřídka se objevil i v jejich čele a z Enyi se stal fenomén.
Je nutné zmínit se o tom, kdo za tímto fenoménem ještě stojí. Ačkoliv Enya vystupuje sama, dílo vydávané pod jejím jménem je výsledkem spolupráce mezi ní (hudba, aranžmá), Nicky Ryanem (produkce, aranžmá) a Romou Ryanovou (texty). Sama Enya ve většině rozhovorů říká: „Bez kohokoliv z nás tří by pojem Enya vůbec nemohl existovat.“

## Seznam skladeb
1. Watermark (Enya) – 2:24
2. Cursum Perficio (Enya, Roma Ryan) – 4:06
3. On Your Shore (Enya) – 3:59
4. Storms in Africa (Enya, Roma Ryan) – 4:03
5. Exile (Enya, Roma Ryan) – 4:20
6. Miss Clare Remembers (Enya) – 1:59
7. Orinoco Flow (Enya, Roma Ryan) – 4:25
8. Evening Falls... (Enya, Roma Ryan) – 3:46
9. River (Enya) – 3:10
10. The Longships (Enya, Roma Ryan) – 3:36
11. Na Laetha Geal M'óige (Enya, Roma Ryan) – 3:54

## Související singly
- Orinoco Flow byl vydán v říjnu 1988 spolu s Smaointe... a Out of the Blue jako B-strany. Znovu vydán byl v roce 1998 ve speciální remixované edici (B-strany: Hope Has a Place a Pax Deorum).
- Evening Falls... byl vydán v prosinci 1988 spolu s Oíche Chiún a Morning Glory jako doprovodné skladby (Chiún je zřejmě špatně napsán, správný název má být Chiúin).
- Storms in Africa (Part II) byl vydán v květnu 1989 spolu s Aldebaran, The Celts a Storms in Africa jako doprovodné skladby. Jedná se o verzi v rychlejším tempu než původní verze alba "Storms in Africa" a s anglickým textem namísto původního irského.
- Exile byl vydán v roce 1991, poté, co se objevila ve filmech L.A. Story a Green Card. Skladby z alba On Your Shore, Watermark a River byly vydány též na 12"/CD singlu.